# WWF WrestleFest
WWF WrestleFest é um jogo arcade de wrestling profissional lançado pela Technos, em 1991, com estrelas da World Wrestling Federation. O jogo foi distribuído pela Technos no Japão e na América do Norte e pela Tecmo na Europa e Austrália. É a sequência ao jogo WWF Superstars. Em relação ao Superstars, WrestleFest acrescenta uma variedade de lutadores diferentes, bem como gráficos e som melhorados.
No dia 21 de fevereiro de 2012, a THQ lançou um remake do jogo para iOS com lutadores atuais e antigos, o jogo foi renomeado como WWE WrestleFest. O remake também será lançado para dispositivos Android, PlayStation Network, Xbox Live Arcade e computadores pessoais.

## Jogabilidade
O jogo adiciona suporte para até quatro jogadores simultâneos e a capacidade de inserir mais créditos na máquina para comprar energia.
Os jogadores podem realizar inúmeros golpes de duplas. Estes são realizados com o adversário na posição correta, mantendo o adversário em um headlock. Além disso, após um membro da equipe ficar dentro do ringue durante um determinado período de tempo, eles ganham o "power up", temporariamente, dando-lhes a capacidade de vencer todas os grapples e causar mais dano do que o normal.
O moveset em WrestleFest difere do WWF Superstars. Por exemplo, Ted DiBiase pode responder ao "punch" durante um grapple executando um backbreaker, um piledriver, um suplex, ou o seu finisher Million Dollar Dream. O movimento que ele executa depende parcialmente do nível de energia do oponente.

### Modos
Dois modos de jogo estão disponíveis. No modo de Saturday Night Main Event, o jogador deve escolher dois lutadores para formar uma tag team e levá-los através de uma série de lutas, incluindo um combate pelo título com a Legião de Doom. Depois de vencer a disputa do título, o jogador deve assumir mais uma vez sua equipe através de uma série de lutas e, finalmente, derrotar o Legion of Doom pela segunda vez para completar o jogo.
No novo modo Royal Rumble, o jogador escolhe uma estrela para leva-lo através de um Royal Rumble. A eliminação ocorre por submissão, pinfall, ou ser jogado para fora do ringue. Antes de um lutador novo entrar no ringue, o lutador aparece provocando na frente da câmera.

## Lutadores em destaque
O jogo apresenta dez lutadores selecionáveis. Hulk Hogan, The Ultimate Warrior, "Million Dollar Man" Ted DiBiase e The Big Boss Man de WWF Superstars. Jake "The Snake" Roberts, Sgt. Slaughter, Mr. Perfect, Earthquake, Demolition Smash e Demolition Crush estão disponíveis como novos personagens, com The Legion of Doom (Hawk e Animal) são personagens não selecionáveis.
A The Legion of Doom pode realizar seu finisher , o Doomsday Device, no entanto, se o movimento não está configurado corretamente, Hawk não sobe nas cordas.O finisher Demolition Decapitation não aparece no jogo. Em vez disso, Smash e Crush realizam um suplex e um Tilt-a-whirl backbreaker, respectivamente, como finishers.

## Recepção da Crítica
A revista do Reino Unido Zero  deu a nota 3/5, dizendo que, enquanto os gráficos eram cartoon, o jogo é "ainda conseguia projetar a agressão de vida no ringue." A Sinclair User deu a nota 88/100, citando a variedade de personagens. Computer and Video Games também deu ao jogo uma crítica positiva, descrevendo o jogo como "muito agradável".

## Remake
Em 21 de fevereiro de 2012, a THQ lançou um remake do jogo para iOS sob o título WWE WrestleFest.A THQ anunciou também versões para os dispositivos Android, PlayStation Network, Xbox Live Arcade e Microsoft Windows. O remake lutadores atuais como John Cena, Randy Orton, The Undertaker, The Rock e Rey Mysterio, juntamente com ex-lutadores como Stone Cold Steve Austin, Jake Roberts, e Randy Savage.